# Schloss Steinau

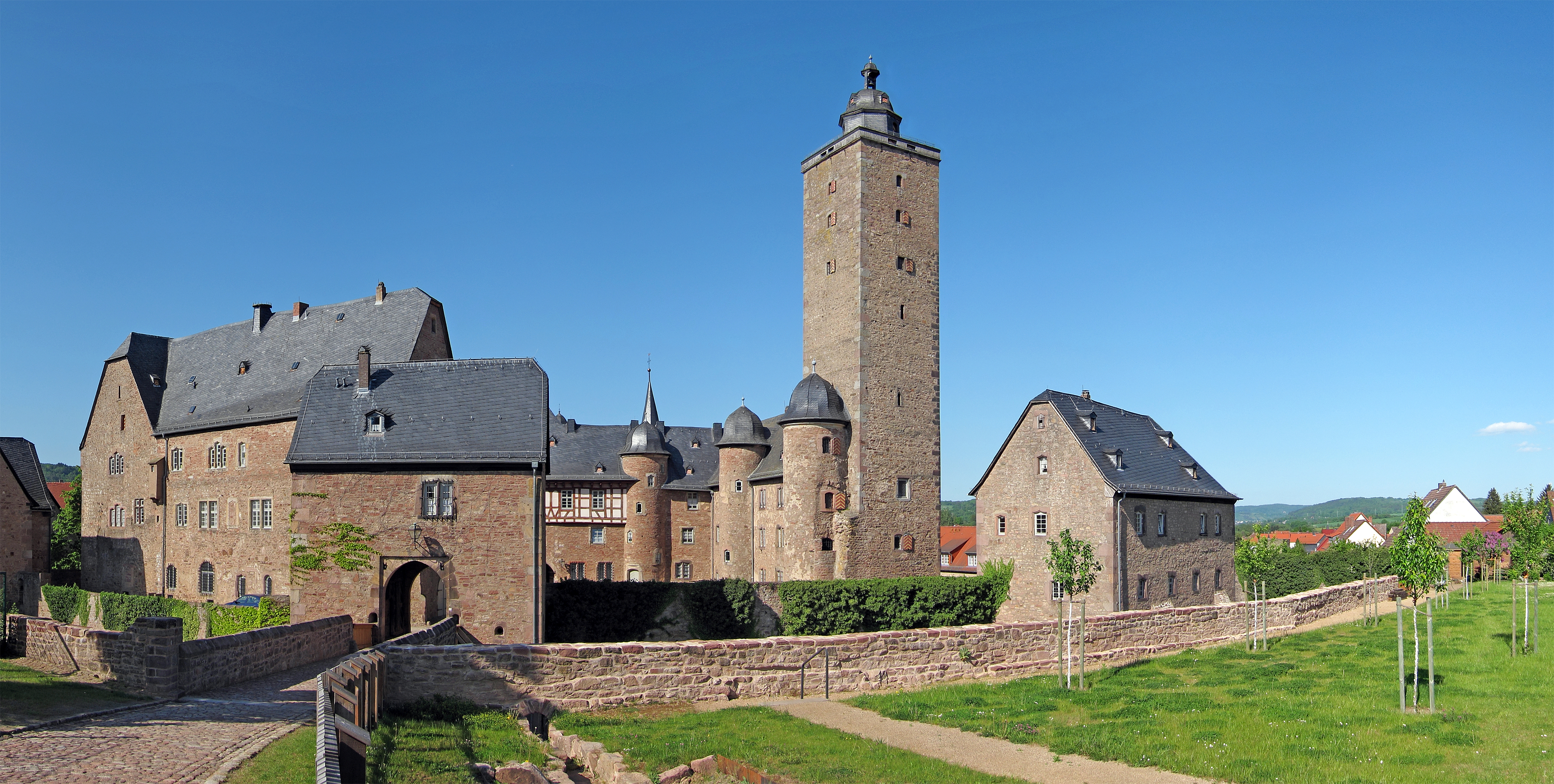
Burgfried aus dem 13. Jahrhundert mit angebautem Treppenturm von 1571

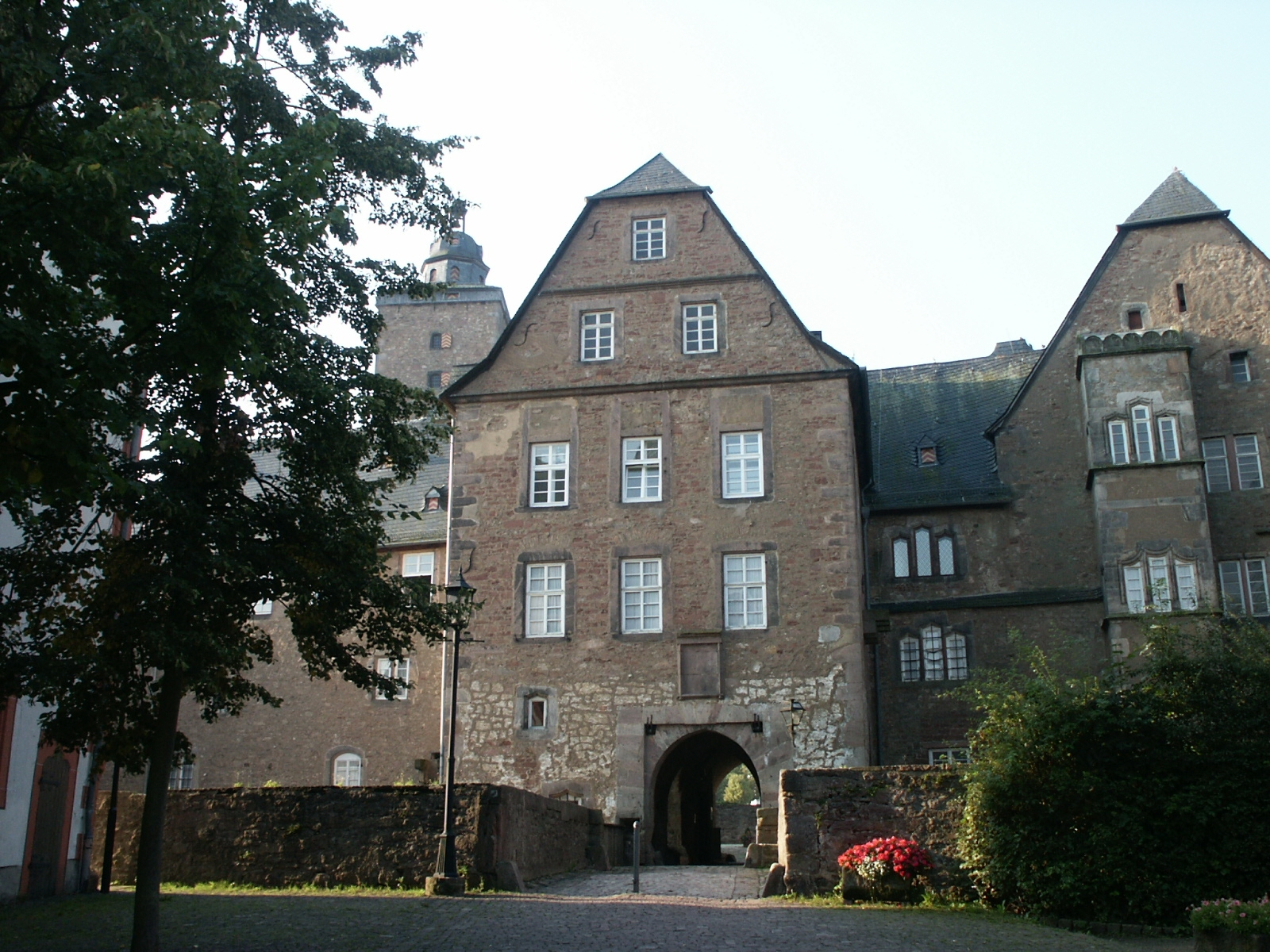
Stadtseitiger Eingang

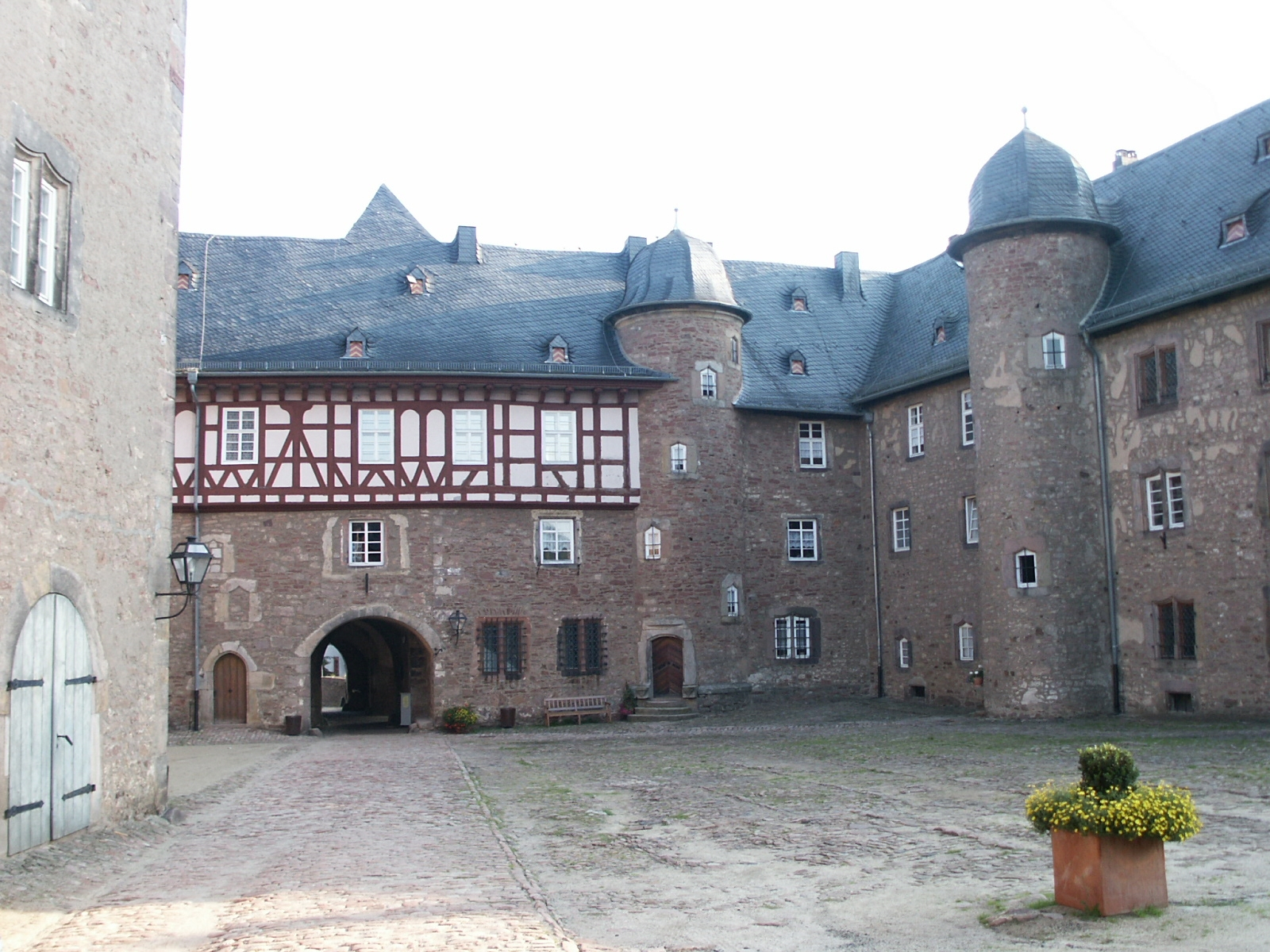
Innenhof. Blick auf das stadtseitige Eingangstor, am linken Bildrand der Küchenbau

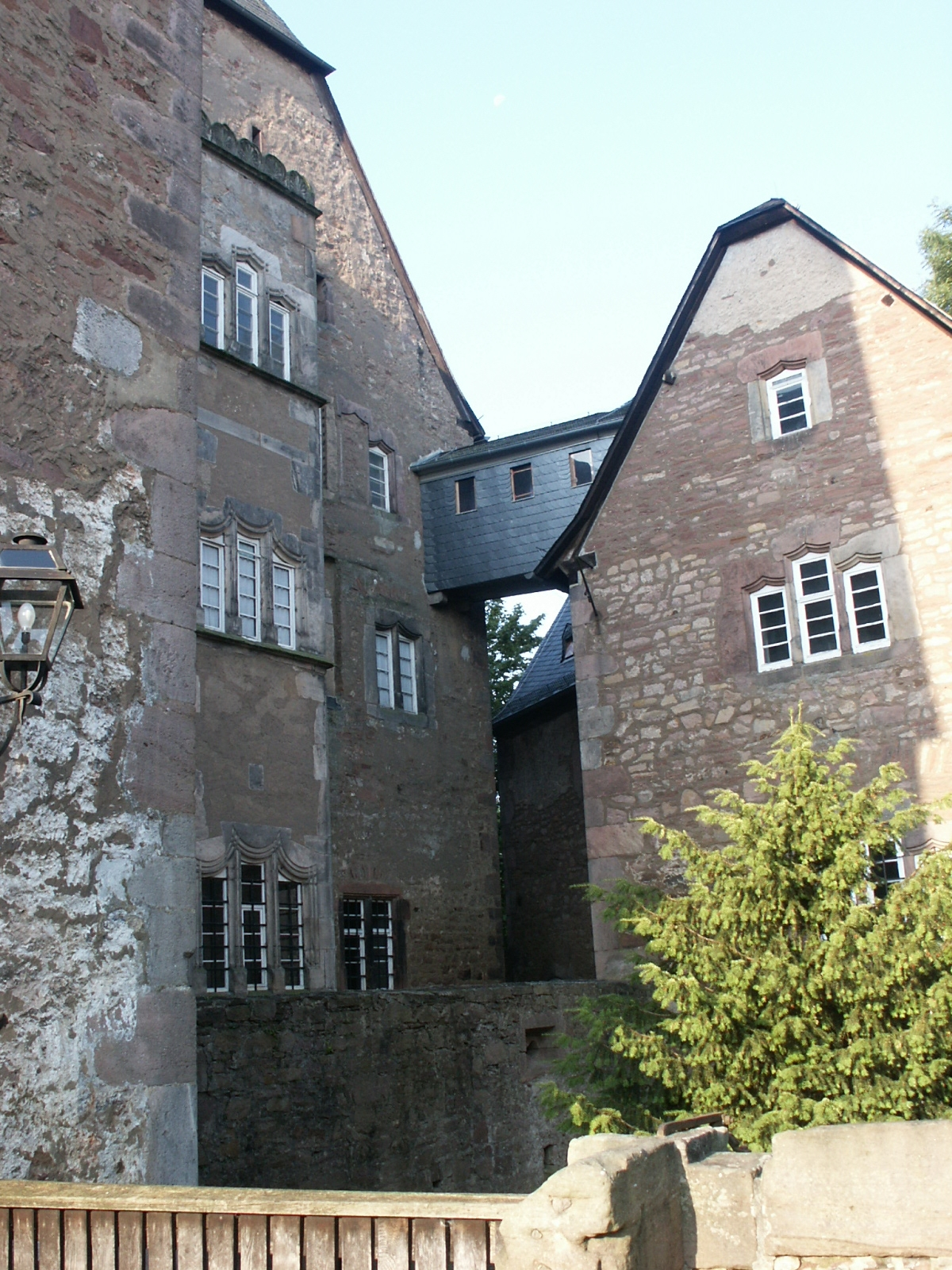
Zwischengang

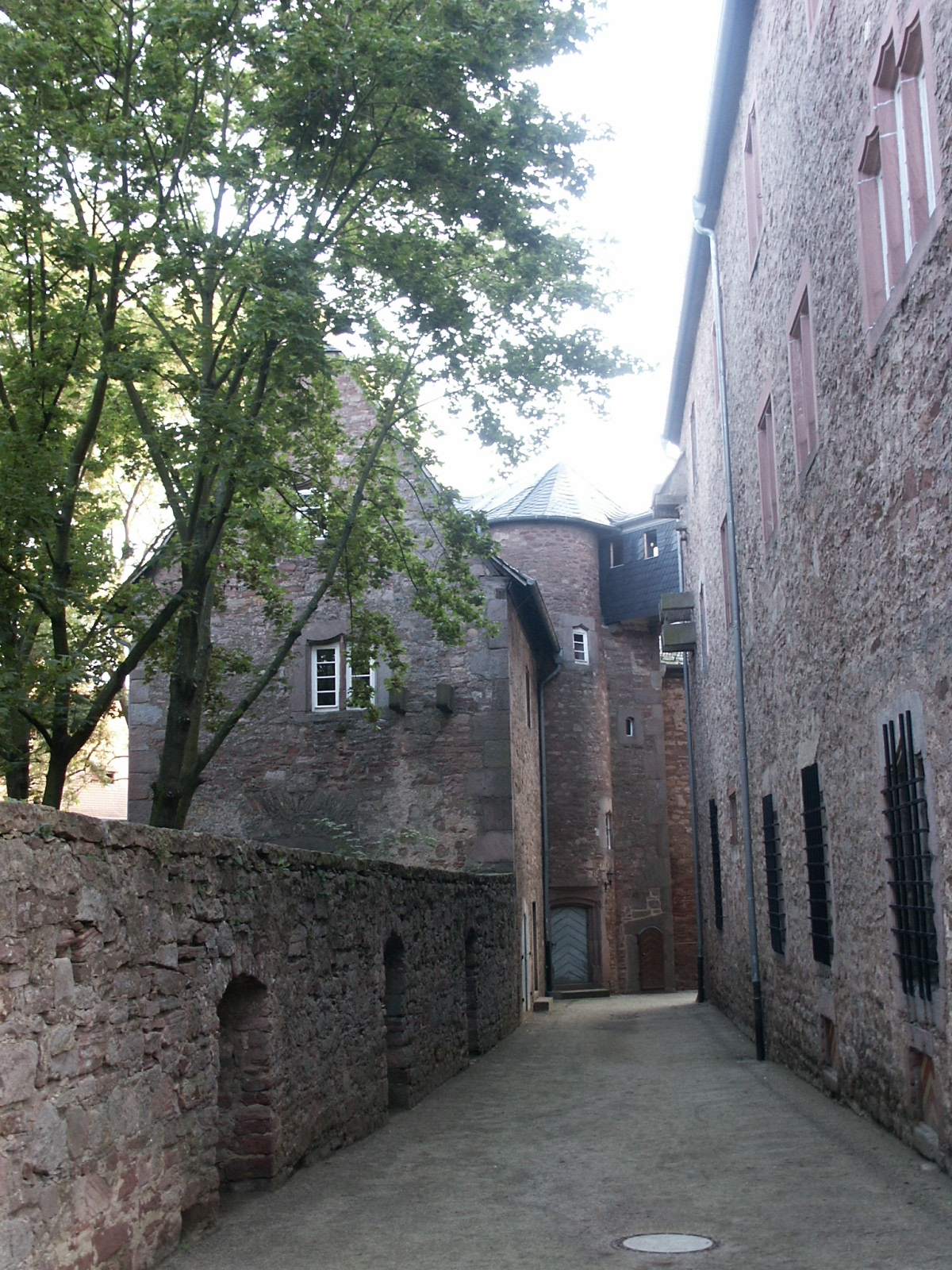
Blick auf eines der bastionsartig platzierten Wirtschaftsgebäude. Links die Zwingermauer, rechts das Schloss

Das Schloss Steinau im hessischen Steinau an der Straße war eine Nebenresidenz der Herren und Grafen von Hanau. Es ist die früheste, größte und am besten erhaltene Schlossanlage der Frührenaissance in Hessen.

## Geschichte
Die Anlage ging aus einer mittelalterlichen Burg hervor, von deren Aussehen aber nichts bekannt ist. Es könnte sich um eine Gründung der Abtei Fulda handeln. Zur Zeit schriftlicher Zeugnisse am Ende des 13. Jahrhunderts befindet sich die Burg zunächst in allodialem Besitz der Grafen von Rieneck. Mit der Heirat zwischen Ulrich I. von Hanau und Elisabeth von Rieneck gehen Stadt und Burg als Mitgift an die Herren von Hanau über. Das Schloss wurde in späterer Zeit, wie die Schlösser in Schwarzenfels und Windecken, als Witwensitz Hanauer Gräfinnen genutzt.

## Die Anlage
Von der mittelalterlichen Anlage sind noch Teile der Ringmauer und der Bergfried erhalten, ein mächtiger Turm mit quadratischem Grundriss und jetzt barocker Haube, der die Anlage überragt. Im mittelalterlichen Verteidigungssystem der Stadt Steinau schützte er die gefährdetste Seite nach Süden, während der Norden der Stadt von der damals unwegsamen Kinzigaue geschützt war.
Das Schloss Steinau ist eine fünfeckige Anlage, die sich wohl an frühen Festungen der italienischen Renaissance orientierte. Der Entwurf wird Graf Reinhard zu Solms, Vormund des Grafen Philipp III. von Hanau-Münzenberg, zugeschrieben. In der Ausführung war wohl ein Steinauer Werkmeister mit dem Namen Asmus führend.
Fünfeckig angelegt sind sowohl der immer trockene Burggraben mit seinen hohen Zwingermauern sowie die Kernanlage, von der allerdings der im 19. Jahrhundert abgerissene halbe Südflügel fehlt. Bis dahin bestand das Schloss aus einem geschlossenen, fünfeckigen Gebäudering. An vier der fünf Ecken des Zwingers befinden sich bastionsartig in den Graben vorspringende Wirtschaftsgebäude mit eingestellten Treppentürmen, an der fünften Ecke steht das Feldtor. An den beiden Torhäusern dort und in der Mitte der Nordseite war der Graben zur Stadt hin und nach außen mit Zugbrücken überspannt. Im fünfeckigen Hof befinden sich vier Treppentürme, die die Gebäude vertikal erschließen.
Die Anlage entstand in mehreren Bauabschnitten überwiegend im 16. Jahrhundert. Der letzte Ausbau war ein Verbindungsgebäude zwischen dem Schloss und dem bis dahin frei stehenden Nordtor zur Stadt im frühen 17. Jahrhundert.

## Gebäude
Der Westflügel, der Saalbau, entstand um 1523 bis 1528 unter der Regierung des Grafen Philipp II. von Hanau-Münzenberg. Typisch für sein Außendekor sind die spätgotischen Vorhangbogen der Fenster – eine um 1525 moderne Form, die aber sonst nur in Sachsen und Thüringen vorkommt. An der nördlichen Giebelseite des Saalbaus befindet sich ein dreigeschossiger Erker. Im Erdgeschoss war die zweischiffige Hofstube mit einem Netzgewölbe auf fünf Säulen untergebracht. Im ersten Stock befanden sich die „Staatsgemächer“, für hohe Gäste. Der ehemalige Bankettsaal im zweiten Geschoss besitzt den Rest einer Stuckdecke.
Durch den frühen Tod des Grafen Philipp II. wurde der Bau bis 1542 unterbrochen. Unter der Vormundschaft und später unter der Regierung des Grafen Philipp III. von Hanau-Münzenberg wurden die Arbeiten zügig fortgesetzt. Südlich des Saalbaus wurde bis 1546 der Küchenbau mit einem prächtigen Erker errichtet. Die geräumige Küche im Erdgeschoss ist mit  einem riesigen Kamin ausgestattet. In den Räumen über der Küche befand sich die gräfliche Wohnung. Nord- und Ostflügel entstanden 1551 bis 1553.
Der achtgeschossige, mit Dach etwa 40 Meter hohe Bergfried wurde 1571 mit einem Treppenturm ergänzt, über dessen Wendeltreppe man seither den früheren Hocheingang erreicht. Im obersten massiven Geschoss des Turms wurde Mitte des 16. Jahrhunderts eine damals freistehende Türmerwohnung errichtet, die inzwischen jedoch von einer geschlossenen auf etwa 32 Meter Höhe liegenden Aussichtsgalerie umgeben ist. Über dieser befindet sich ein achteckiger, mit Haube gedeckter Fachwerkbau, der ebenso als Aussichtspunkt dient. Die Fenster auf beiden Ebenen können mit Klappläden verschlossen werden und bieten einen sehr guten Ausblick auf Steinau und die umliegende Hügellandschaft. Früher bestand von hier Sichtverbindung zu vier außerhalb der Landwehr stehenden Warten, von denen bei drohender Gefahr frühzeitig Signale gegeben werden konnten.
Vor dem Schloss sind der Marstall von 1557/58 und der Viehhof mit Gebäuden aus dem 16. und 18. Jahrhundert erhalten. Der Marstall diente ab den 1950er Jahren bis 2017 dem Marionettentheater Die Holzköppe als Domizil. Nach einer grundlegenden Sanierung steht im Erdgeschoss ein 140 Quadratmeter großer Mehrzweckraum mit Sandsteingewölbe und im Obergeschoss Arbeitsplätze für die Stadtverwaltung zur Verfügung.
Die Anlage mit dem Schlossmuseum und der Brüder-Grimm-Gedenkstätte gehört seit 1957 zur Verwaltung der Staatlichen Schlösser und Gärten Hessen.
Seit dem Sommer 2015 wird im Schloss Steinau eine große von der Brüder Grimm-Gesellschaft aus Kassel neu eingerichtete Ausstellung zu Leben und Werk der Brüder Grimm mit bedeutenden originalen Dokumenten und Kunstwerken aus den Bad Homburger und Kasseler Sammlungen präsentiert.